# Tros de Llinars
El Tros de Llinars és un paratge de camps de conreu del terme municipal de Conca de Dalt, a l'antic terme d'Hortoneda de la Conca, al Pallars Jussà, en territori que havia estat del poble d'Herba-savina.
Està situat al sud-oest d'Herba-savina, a la dreta del riu de Carreu, i al nord del Camí de Carreu. És a prop i al nord de la Font de les Trilles, a ponent de la Parada, al sud del Clot de Planers i al sud-est de la Coma de Planers.